# Nadja Sieger

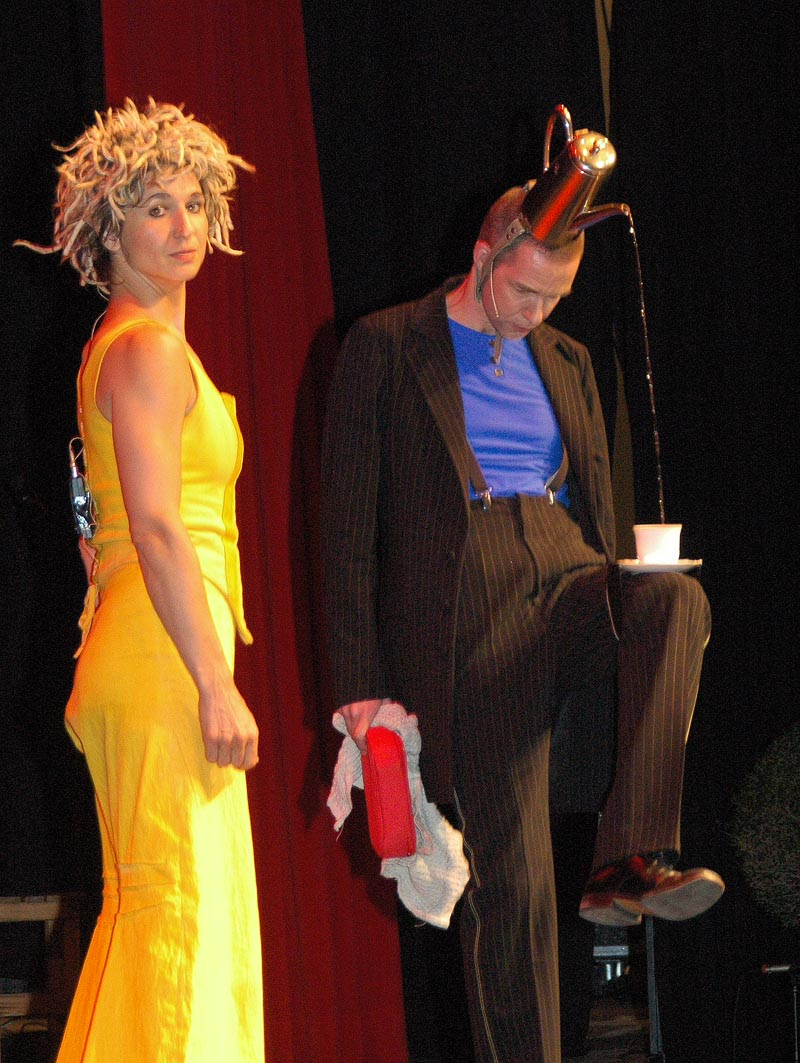
Nadja Sieger als Nadeschkin mit Urs Wehrli (2009)

Nadja Sieger (* 22. Mai 1968 in Zürich) ist eine Schweizer Komikerin und Kabarettistin. Sie ist bekannt von ihrer Rolle Nadeschkin in gelben Latzhosen und wilden Rasta-Locken in dem Komiker-Duo Ursus & Nadeschkin, das sie mit Urs Wehrli seit 1987 bildet. Das Duo gehört zu den renommiertesten Bühnenpaaren der Schweiz.

## Leben
Nadja Sieger wurde in Zürich geboren. Sie besuchte dort das Gymnasium in Wiedikon, das sie 1988 mit der Matura Typ B abschloss. Gleichzeitig nahm sie Theaterunterricht. Seit 1987 tritt sie zusammen mit Urs Wehrli als Kabarett-Duo Ursus & Nadeschkin auf, zunächst als Strassenkünstler. 1989 war sie mit Karl’s kühner Gassenschau auf Tournee.
Nadja Sieger war viel unterwegs: Zwischen 1991 und 2016 lebte sie jeweils einige Monate in London, New York, Melbourne, Sydney und Berlin. 2003 war sie für ein halbes Jahr auf Reisen.
2004 spielte sie die Rolle der Flora im Fernsehfilm Fremde im Paradies. 2005/2006 war sie Co-Drehbuchautorin des Films Tabsi und 2010 Co-Produzentin des Films Tanzen verboten. Seit 2005 tritt sie als Jazzsängerin in den Formationen Swingtime Dance Arkestra auf.
Nadja Sieger schreibt als Kolumnistin für die Berner Zeitung. Sie ist Regisseurin und Autorin in der freien Theaterszene, so wirkte sie im Oktober 2014 als Produzentin der Comedians Starbugs Comedy und war Regisseurin von deren Tour 2014/2015. Mit dem Duo Ursus & Nadeschkin erhielt sie viele Preise.
Seit 2002 betreibt Nadja Sieger privat Lindy-Hop-Tanz. Sie lebt am Rand der Stadt Zürich und hat einen Sohn (* 2010).

## Filme und Fernsehauftritte
Neben zahlreichen Auftritten mit dem Duo Ursus & Nadeschkin wirkte Nadja Sieger u. a. mit bei:
- 2004: Fremde im Paradies, Fernsehkomödie, als Flora
- 2007: Was gibt es Neues?, österreichische Comedy-Quizshow, Mitglied des Rateteams
- 2013: S’Chline Gspängst, schweizerdeutsche Dialektfassung des Films Das kleine Gespenst, Synchronsprecherin der Rolle s’Chline Gespängst